# Tatra T6A5

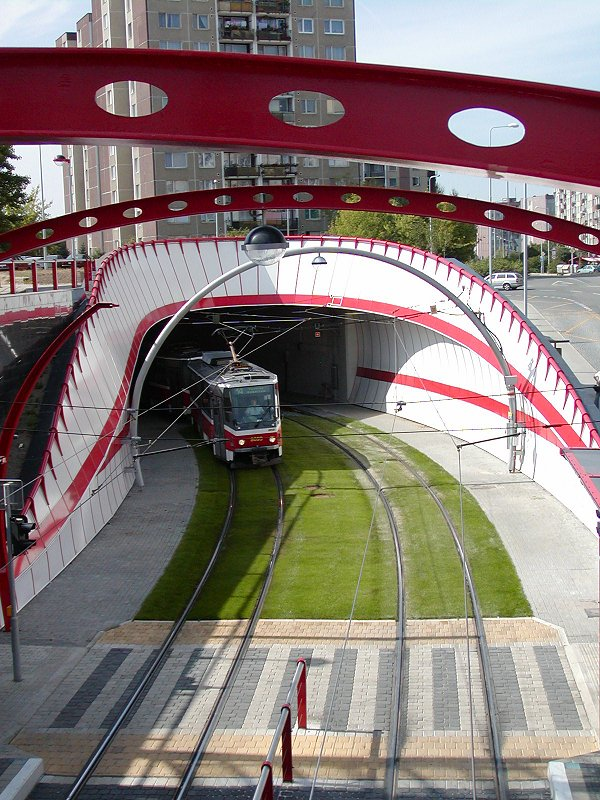
Tatra T6A5 на лінії до Баррандова в Празі

Tatra T6A5 — тип трамвая, що випускався в 1991—1998 роках на заводі ČKD у Празі, Чехія.

## Конструкція
Т6А5 — однозбірний, односпрямований, високопідлоговий силовий вагон, оснащений трьома пружинними дверима (спочатку встановлювалися також двері-гармошки). Двигун оснащений тиристорним регулюванням (тип TV3). Всього випущено 296 одиниць для колій 1000 мм та 1435 мм.
У Празі в 1998 році була проведена модернізація вагона Т3 шляхом встановлення кузова трамвая Т6А5 на стандартне шасі Т3 з використанням нового електрообладнання TV14. Цей вагон був позначений як T6A5.3 і отримав номер рухомого складу 8600. Таким чином модернізували лише один вагон, оскільки вартість зрівнялася з ціною нового трамвая.

## Поставки
| Країна              | Місто               | Тип                 | Колія               | Роки поставок       | Кількість | Номери рухомого складу |       |
| ------------------- | ------------------- | ------------------- | ------------------- | ------------------- | --------- | ---------------------- | ----- |
| Чехія               | Брно                | T6A5                | 1435 мм             | 1996 рік            | 20        | 1201–1220              | [ 1 ] |
| Чехія               | Острава             | T6A5                | 1435 мм             | 1994–1998 роки      | 38        | 1101–1138              | [ 2 ] |
| Чехія               | Прага               | T6A5                | 1435 мм             | 1995–1997 роки      | 150       | 8601–8750              | [ 3 ] |
| Чехія               | Прага               | тіло                | 1435 мм             | 1998 рік            | 1         | 8600                   | [ 4 ] |
| Словаччина          | Братислава          | T6A5                | 1000 мм             | 1991—1997 роки      | 58        | 7901–7958              | [ 5 ] |
| Словаччина          | Кошице              | T6A5                | 1435 мм             | 1992–1993 роки      | тридцять  | 600–629                | [ 6 ] |
| Загальна кількість: | Загальна кількість: | Загальна кількість: | Загальна кількість: | Загальна кількість: | 296       |                        |       |

## Експлуатація
Перші два прототипи, виготовлені в 1991 році, були спочатку випробувані в Празі (№ 0026 та 0027), а потім були продані до Братислави, де вони все ще експлуатуються під № 7901 та 7902. У вагонів 0030 та 0032, зроблених у 1996 році, було випробувано нове електрообладнання типів TV14 та TV30, але після розпаду ČKD було встановлено серійне обладнання TV3 і продано до Братислави (№ 7957 та 7958).
Новенькі трамваї T6A5 використовуються в Чехії (Брно, Острава, Прага) і Словаччині (Братислава, Кошице), вагони використовуються в Болгарії (Софія) і Харкові (Україна). Найбільшу кількість (150 одиниць) закупила празька транспортна компанія.
У 2016 році перевізник із Софії закупив у Празі 20 вживаних трамваїв T6A5. Перші десять вагонів (усі 1995 року випуску) були доставлені до Болгарії на рубежі червня–липня 2016 року. Того ж року 10 вживаних трамваїв Т6А5 було доставлено з Праги до українського міста Харків.
19 червня 2021 року найбільший замовник трамваїв T6A5, яким була транспортна компанія в Празі, припинив експлуатацію трамваїв T6A5.
| Країна              | Місто               | Колія               | Роки поставок         | Кількість | Номери рухомого складу |        |
| ------------------- | ------------------- | ------------------- | --------------------- | --------- | --- | ------ |
| Чехія               | Brno                | 1435 mm             | 1996, 2019—2020       | 40        | 1201—1220, 1229—1248 | [ 10 ] |
| Чехія               | Ostrawa             | 1435 mm             | 1994—1998             | 32        | 1101—1138 | [ 11 ] |
| Словаччина          | Братислава          | 1000 mm             | 1991—1997             | 58        | 7901—7958 | [ 12 ] |
| Словаччина          | Кошице              | 1435 mm             | 1992—1993             | 22        | 600—629 | [ 13 ] |
| Болгарія            | Софія               | 1435 mm             | 2016—2021             | 53        | 4140—4195 | [ 14 ] |
| Україна             | Харків              | 1524 mm             | 2016—2017, 2022, 2024 | 31        | 1221—1228, 4519, 4523, 4532, 4534, 4543, 4547, 4556, 4563, 8611, 8637, 8658, 8670, 8679, 8682, 8695, 8704, 8711, 8716, 8731, 8739, 8744, 8747, 8748 | [ 15 ] |
| Україна             | Київ                | 1524 mm             | 2017—2018             | 7         | 005, 027, 060, 309, 315—317 | [ 16 ] |
| Україна             | Кам'янець           | 1524 mm             | 2020                  | 5         | 2020—2024 | [ 17 ] |
| Загальна кількість: | Загальна кількість: | Загальна кількість: | Загальна кількість:   | 247       | |        |